# No me hables de sufrir
«No me hables de sufrir» es una canción de la banda chilena Los Bunkers. Escrita por los hermanos Durán, para el álbum La Culpa. Fue lanzada como primer sencillo del álbum en septiembre del 2003 y alcanzó el cuarto puesto radial en Chile. 

## Información
El tema en un principio se pensó que estaba dedicada a Lucía Hiriart, más conocida como la viuda Augusto Pinochet, ya que en la Cumbre del Rock Chileno de 2007 se la dedicaron públicamente "de lo más profundo del corazón". Pero esta interpretación ha quedado obsoleta tras la realización del concierto para radio "Rock & Pop Stage" el año 2012, exactamente 10 años después de la grabación de "Las Raras Tocatas Nuevas" en la misma estación radial, donde la banda explicitó que para la elaboración de la canción, se inspiraron en el contenido de la canción "Girl", del álbum Rubber Soul de la banda The Beatles.

## Video musical
El video fue dirigido por Claudio Rivera. Muestra a la banda cantando en un estudio hasta que le empiezan a sacar los instrumentos. El video musical tiene "un guiño" al video Hush de Kula Shaker.

## Recepción

### Posicionamiento en listas
| Lista                       | Posición |
| --------------------------- | -------- |
| Chile (Chile Singles Chart) | 4        |

### Reconocimientos
| Publicación | País  | Lista                                                   | Año  | Posición |
| ----------- | ----- | ------------------------------------------------------- | ---- | -------- |
| Fotech      | Chile | Las 150 mejores canciones chilenas de todos los tiempos | 2013 | 40       |

## Personal
- Álvaro López - Voz solista, Guitarra eléctrica
- Francisco Durán - Piano Fender Rhodes
- Mauricio Durán - Guitarra eléctrica
- Gonzalo López - Bajo eléctrico
- Mauricio Basualto - Batería